# 计算机大学 (马圭省)
计算机大学（英語：Computer University，發音：[kʊ̀ɴpjùtà tɛʔkəθò (məɡwé)]）是缅甸的一所本科大学，位于缅甸马圭省。计算机大学主要学科是科学和技术部，学生可以获取计算机科学和技术的本科学位。

## 院系
计算机大学有三年制和四年制大学课程。
- 计算机科学
- 计算机技术
- 应用科学
- 信息学

## 教学部门
- 计算数学学部
- 硬件技术学部
- 信息科学学部
- 软件技术学部
- 应用程序学部
- 缅甸语学部
- 英语学部